# Don Ashton
Donald Martin Ashton (* 26. Juni 1919 in Edmonton, Großraum London; † 25. August 2004 in Compton Dundon, Grafschaft Somerset) war ein britischer Architekt, Filmarchitekt und Ausstatter.

## Arbeit beim Film
Der Sohn eines Wein-Einkäufers besuchte die Boxlane School in Palmers Green und begann noch vor Kriegsausbruch 1939 Architektur zu studieren. Nach seinem Kriegsdienst 1939–45, den er u. a. in der Einheit von Lord Mountbatten in der britischen Kolonie Ceylon (heute: Sri Lanka) absolvierte, vermittelte ihn der walisische Schauspieler, Autor und Regisseur Emlyn Williams zum Film. Dort begann Ashton seine Karriere als Zeichner 1947 bei Produktionen der Boulting-Brüder wie Fame is the Spur und Brighton Rock.
1949 durfte Don Ashton erstmals als Architekt eigenständig Filmbauten erstellen, seit Beginn der 60er Jahre war er als Production Designer in leitender Position an der Entstehung von Filmkulissen beteiligt. Ashton wirkte zunächst an einer stattlichen Anzahl von B-Produktionen mit, seit seiner Mitarbeit an dem Welterfolg Die Brücke am Kwai erhielt seine Filmkarriere beträchtlichen Schub.
Für diesen Kriegsfilmklassiker erstellte Ashton eine gewaltige Holzbrücke vor Ort in Ceylon. Sie bestand aus 1.200 Bambusrohren, war 35 Meter hoch und 130 Meter lang. Es war Ashton, der zuvor 'Kwai'-Regisseur David Lean und seinen Produzenten Sam Spiegel auf das ihm aus seiner Kriegsdienstzeit wohl bekannte Ceylon als idealen Drehort hingewiesen und vor Ort mögliche Locations bereist hatte. Schlimmstenfalls, so schlug er Spiegel vor, der zu diesem Zeitpunkt (um 1955) noch nicht einmal seine Besetzung zusammengestellt hatte, könnte dieser ja die fertige Brücke, deren Bauzeit Ashton auf mindestens ein Jahr veranschlagte, zum Verkauf anbieten, sollte das gewaltige Filmprojekt im letzten Augenblick scheitern.
In den Folgejahren wechselten Ashtons Aufträge zwischen B- und Großproduktionen ab. Besonders umfangreich und bemerkenswert fielen seine Kreationen zu zwei aufwändigen Ausstattungsfilmen, Peter Ustinovs Die Verdammten der Meere und Richard Attenboroughs Oh! What a Lovely War, aus. Für die letztgenannte Leistung wurde er 1970 mit dem Britischen Filmpreis in der Kategorie Bestes Szenenbild belohnt. 1965 entwarf er auch die Schiffsinterieurs von Charles Chaplins weitgehend enttäuschenden, romantischen Komödie Die Gräfin von Hongkong, dem letzten Werk des legendären Künstlers. Nach seiner Oscar-Nominierung zu der großangelegten und ambitionierten Churchill-Biographie Der junge Löwe, ebenfalls aus der Hand Attenboroughs, den er bereits 1947 während der Dreharbeiten zu Brighton Rock kennengelernt hatte, zog sich Don Ashton aus dem Kinogeschäft zurück.

## Entwürfe als Architekt
Parallel zu seiner Filmtätigkeit widmete er sich der klassischen Architektur und entwarf Hotels und Restaurants, überwiegend im asiatischen Raum. Seine bedeutendste Einzelleistung in diesem Sektor wurde 1963 das Mandarin Hotel in Hongkong, das als eines der elegantesten seiner Art in der Welt gilt. Sein bekanntester Restaurant-Neubau, die ebenfalls in dieser Stadt befindliche Clipper Lounge, erhielt ihren Namen aufgrund der gewaltigen goldenen Galionsfigur, die am Entrée vor dem Treppenaufgang steht. Diese Figur hatte Ashton einst (1961) für den Schiffsbug des Seglers (= Clipper, daher der Name) in Die Verdammten der Meere geschaffen. 1963 ließ er sie nach Hongkong transportieren, wo sie schließlich Teil des Interieurs der Clipper Lounge wurde. Rund zwanzig Jahre lang lebte Ashton nach dem Ende seiner Filmkarriere in der britischen Kronkolonie.
Zuletzt ließ sich Donald Martin Ashton in der Grafschaft Somerset nieder, wo er auch verstarb. Seine zweite Ehefrau Joan, mit der er seit 1975 verheiratet gewesen war, starb im selben Jahr wie er.

## Filmografie
- 1949: Landfall
- 1950: Portrait of Clare
- 1950: Mord ohne Mörder (Murder Without Crime)
- 1950: Talk of a Million
- 1952: Abenteuer in Algier (South of Algiers)
- 1952: Appointment in London
- 1952: Frauen auf Abwegen (Turn the Key Softly)
- 1953: They Who Dare
- 1954: Geld macht nicht glücklich (Beautiful Stranger)
- 1954: Das Ende einer Affaire (The End of the Affair)
- 1954: Flammen über Fernost
- 1955: Keiner ging an ihr vorbei (Wicked as They Come)
- 1957: Die Brücke am Kwai
- 1957: Ring der Gejagten (Count Five and Die)
- 1958: Indiskret
- 1958: Französische Betten (Count Your Blessings)
- 1960: Im Land der langen Schatten (Ombre bianche)
- 1960: Man in the Moon
- 1960: Mr. Topaze
- 1961: Die Verdammten der Meere
- 1964: Agenten lassen bitten (Masquerade)
- 1965: Bunny Lake ist verschwunden (Bunny Lake is missing)
- 1965: Die Gräfin von Hongkong (UA: 1967)
- 1966: Bobo ist der Größte (The Bobo)
- 1968: Teuflische Spiele (The Magus)
- 1969: Oh! What a Lovely War
- 1969: Tam Lin
- 1971: Der junge Löwe (Young Winston)